# 거트루드 벨

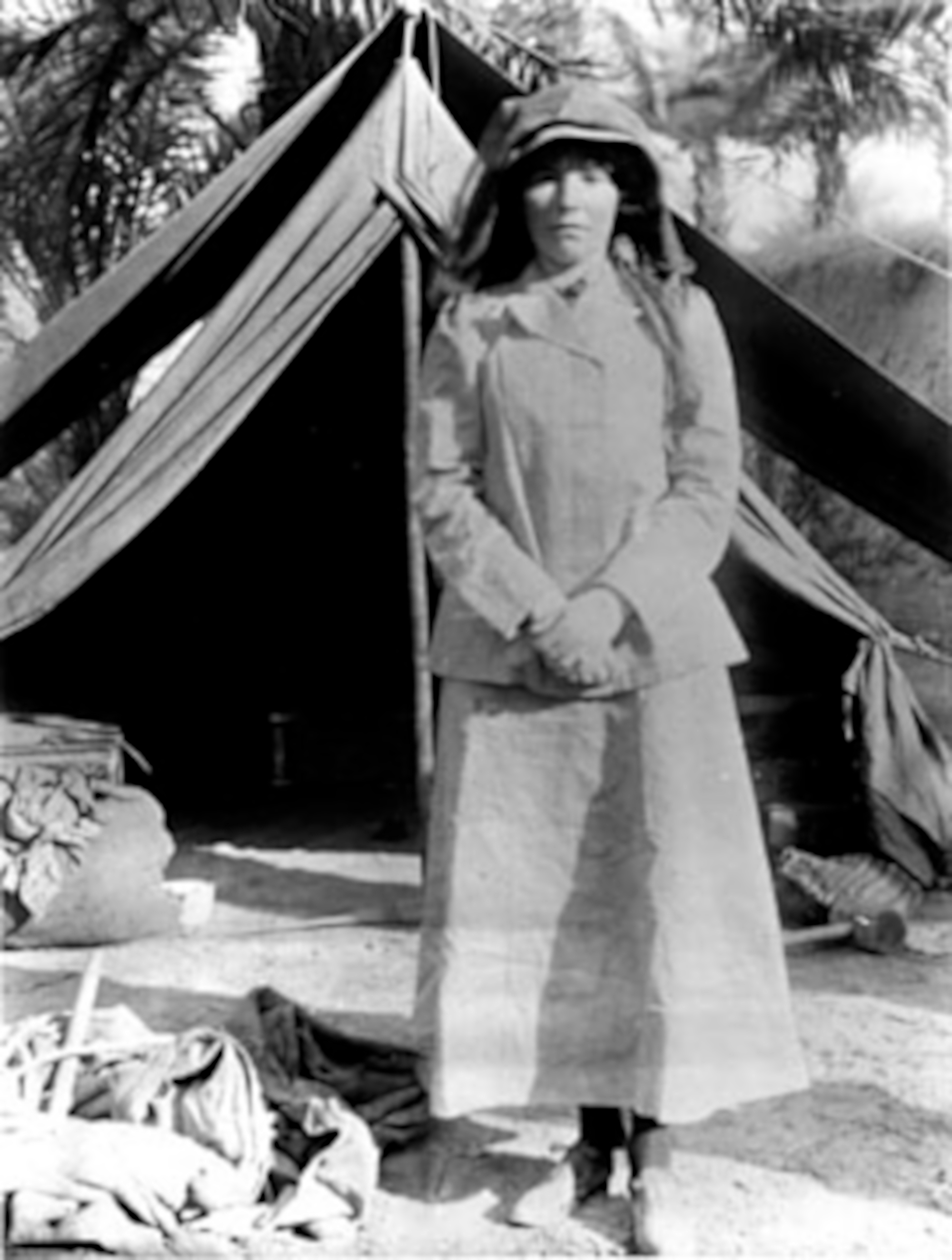
거트루드 벨(1909년)

거트루드 마거릿 로시언 벨(Gertrude Margaret Lowthian Bell, CBE, 1868년 7월 14일~1926년 7월 12일)은 영국의 작가, 여행가, 탐험가, 고고학자, 정보원이다. 시리아, 메소포타미아, 소아시아, 아라비아 등지를 여행했다. 오늘날 요르단과 이라크의 건국에 중요한 역할을 했다.

## 서훈
- 1917년 대영 제국 훈장 3등급(CBE)